# 슈프레발트

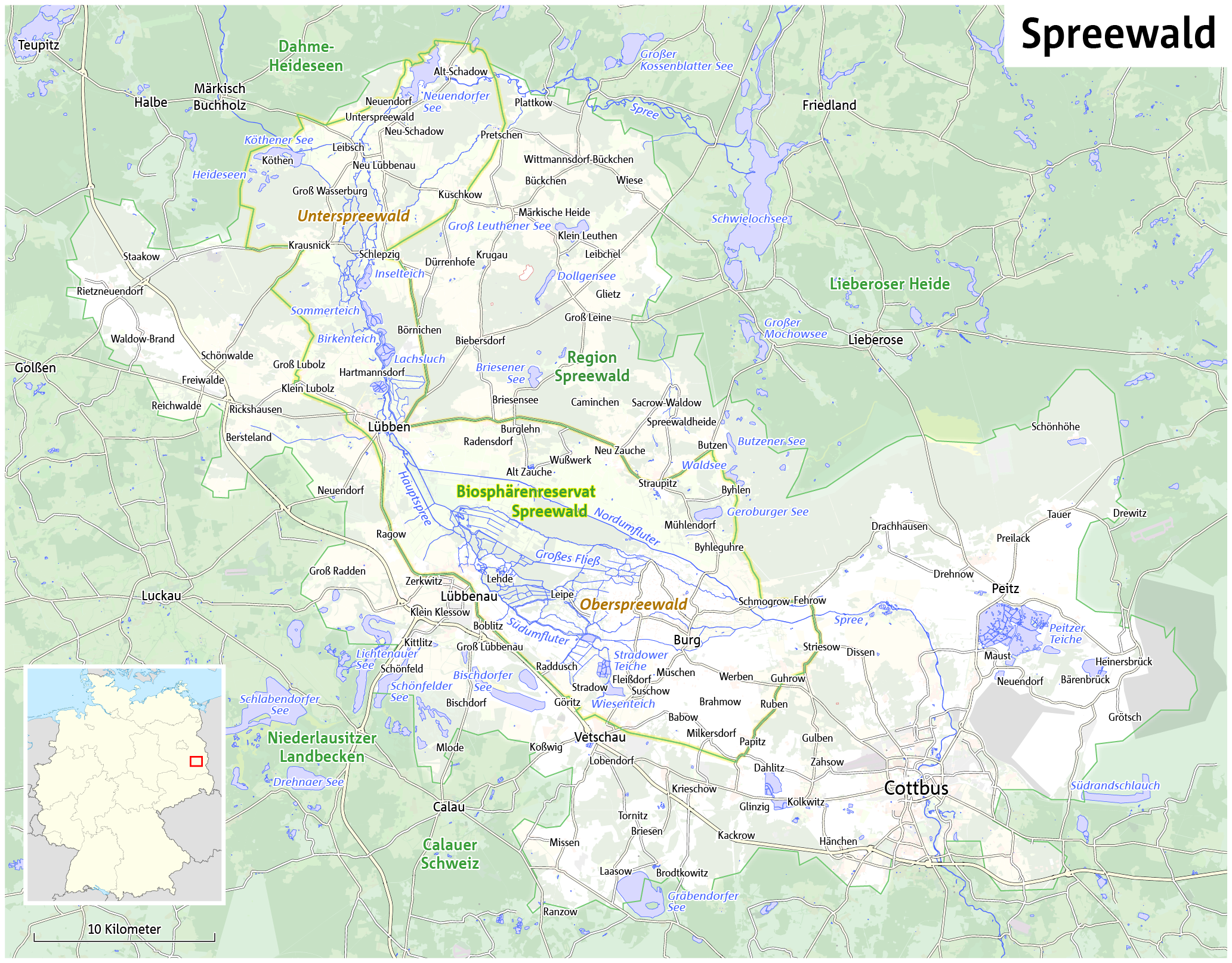

슈프레발트(독일어: Spreewald, 소르브어: Błota)는 베를린에서 남동쪽으로 100km지점에 위치한 곳으로 슈프레강 삼각주에 위치하며, 1991년에 유네스코에서 생물권보전지역으로 등록된 곳이었다. 슈프레발트는 200개이상의 조그만 수로("Fliesse"라고 불림, 총 길이 1,300km)가 옛날 방식으로 물을 끌어올리는 것으로 알려져 있다. 이곳의 수로는 면적이 484 km2까지이다. 이곳의 풍경은 빙하시대였을 때에 이미 만들어졌다. 알데르 숲의 습지대와 소나무 숲의 마른 모래 언덕은 이 지역의 독특한 곳이지만, 때로는 초원과 평지도 가끔씩 보인다.
1998년에는 5만명이 이 지역에 살았었다. 대부분의 사람들은 슈프레발트 지역에서는 첫 번째 거주자의 후손인 슬라브족의 소르브인/벤드인이었다. 오늘날까지도 이들은 전통적으로 문화, 언어, 복장을 유지한다. 많은 관광객들은 슈프레발트에서 배로 여행하는 것으로 즐긴다. 그러나 가끔 농업, 임업, 어업은 이곳에서는 가장 중요한 소득이 된다.
슈프레발트는 독일어 방언에서 이름이 각각 달라진다.
- 다메-슈프레발트 (Dahme-Spreewald)
- 오베르슈프레발트-라우지츠 (Oberspreewald-Lausitz)

슈프레발트에 위치한 도시는 뤼베나우(Lübbenau)이다.

## 같이 보기
- 슈프레발트 오이